# دانييل أوفريدي
دانييل أوفريدي (بالإيطالية: Daniel Offredi)‏ (26 مارس 1988 ببيرغامو في إيطاليا - ) هو لاعب كرة قدم إيطالي في مركز حراسة المرمى. لعب مع إيه سي ميلان ونادي أفيلينو ونادي ريجيانا 1919 وبرو سيستو 1913 وUC AlbinoLeffe ‏.